# Krásný Dvůr (stacja kolejowa)
Krásný Dvůr – stacja kolejowa w miejscowości Krásný Dvůr, w kraju usteckim, w Czechach. Znajduje się na wysokości 290 m n.p.m.
Jest zarządzana przez Správę železnic. Na stacji nie ma możliwości zakupu biletów, a obsługa podróżnych odbywa się w pociągu.

## Linie kolejowe
- 164 Kadaň-Prunéřov - Kadaň - Vilémov u Kadaně - Kaštice / Kadaňský Rohozec